# 알렉산드라 보르티치
알렉산드라 보르티치(러시아어: Александра Бортич, 1994년 9월 24일 ~ )는 러시아의 배우이다.

## 작품 목록
- 소울리스 2 (2015, Духless 2)
- 바이킹: 왕좌의 게임 (2016, Викинг)